# Natalie Kalmus
Natalie Kalmus, née Dunfee ou Dunphy (7 avril 1882, Houlton, Maine – 15 novembre 1965, Boston, Massachusetts) est créditée comme « superviseur de la couleur » ou « directeur artistique Technicolor » de la plupart des longs métrages en couleurs réalisés avec ce procédé entre 1934 et 1949. Entre le 23 juillet 1902 et le 22 juin 1922, elle fut l’épouse de Herbert Kalmus, fondateur de la Technicolor Motion Picture Corporation et co-inventeur du procédé Technicolor. Après leur divorce, elle fut encore sa compagne jusqu'en 1944

## Biographie
Natalie Kalmus fut d’abord étudiante en arts, et elle fréquenta de nombreux cours, à l’Université de Zurich, à celle de John B. Stetson (inventeur du célèbre chapeau) à DeLand (en Floride), la School of Art de Boston, la Curry School of Expression (Boston), et l’Université Queen's de Kingston (Ontario, Canada). C’est ainsi qu’elle étudia le rôle et le sens des couleurs dans la peinture.
Après ses études, en 1902, elle se marie avec Herbert Kalmus, qui, dix ans plus tard, fonde la société Technicolor avec deux de ses camarades d’université. Les associés développent dès 1915 le procédé Technicolor, d’abord à captation de deux couleurs (rouge et vert), puis le célèbre Technicolor trichrome (rouge, vert, bleu). 
Natalie Kalmus est subjuguée par ce procédé qui lui permet d’énoncer des principes d’utilisation de la couleur dans les films, nourris par ses études universitaires. Herbert Kalmus et ses associés l’imposent dès lors qu’une société de production demande une licence d’utilisation du Technicolor pour le tournage d’un film. En 1922, dès le Technicolor à deux couleurs, elle fait partie du procédé sous l’appellation du Color Advisory Service ou Technicolor Color-Control Department.
Lorsque Herbert Kalmus annonce son remariage en 1948, Natalie Kalmus, seule, ne peut faire face à la fronde des créateurs, producteurs et réalisateurs. À partir de 1951, elle ne sera plus présente obligatoirement sur les plateaux en tant que référente Technicolor. D’ailleurs, les films seront désormais tournés sur pellicule monopack Eastmancolor, plus économique et moins encombrante que le Technicolor trichrome de prise de vues. En revanche, les tirages se feront toujours (et encore récemment) avec le procédé de type imprimerie par quatre matrices d’impression  (rouge, vert, bleu, noir).
Natalie Kalmus concède dans les années 1950 une licence d’utilisation de son nom avec un groupe de décorateurs pour des films de télévision.
Ses écrits sur la couleur au cinéma sont conservés par l’Academy of Motion Picture Arts and Sciences (Oscars du cinéma dans le fonds Margaret Herrick.

## Théories sur les couleurs au cinéma
Les rapports qu’elle entretient avec notamment les réalisateurs sont parfois très conflictuels, car le succès du Technicolor trichrome qui s’impose dans toutes les grosses productions, lui donne le dernier mot au détriment des désirs du staff créatif. Au milieu des années 1930, elle intervient dès la rédaction du scénario, sur le choix des décors, des costumes, voire des accessoires, rédigeant des « chartes de couleurs » qu’elle qualifie d’impératives. À la débauche de couleurs dont les cinéastes pensent que le public est friand, elle oppose « l’utilisation intelligente des couleurs pour permettre de suggérer aux spectateurs une ambiance, des émotions qui concernent les personnages. Il faut une harmonie entre l’émotion et les couleurs présentes dans l’image. » Elle explique ainsi, par un exemple simple, comment les costumes doivent être conçus. « Supposons deux sœurs : l’une est vivace, affectueuse et gaie. On doit la vêtir de rose, de rouge, de brun chaud, d’orange. L’autre est studieuse, calme et réservée. On utilisera pour elle le bleu, le vert, le noir et le gris. » Elle met en garde contre la présence dans un cadrage d’un objet de couleur qui perturberait le plan en prenant une « importance de par sa couleur alors qu’il n’a aucune utilité dans le récit » et, inversement, demande que les objets qui servent à la narration, se différencient nettement du reste de l’image par leur couleur qui doit les faire appréhender immédiatement par l’œil du spectateur. Elle recommande l’utilisation des camaïeux de couleur qui peuvent servir de faire-valoir aux couleurs liées à l’action. « Vous pouvez raconter une histoire rien qu’avec les couleurs, vous pouvez construire les personnages avec, mais si vous en utilisez trop, vous allez tout juste polluer votre récit. »
En principe, ses conseils devraient satisfaire les réalisateurs auxquels elle les adresse : « la couleur doit aider le réalisateur à donner le maximum d’expression à son film. » Mais, dans le monde du cinéma, où réalisateurs et producteurs sont essentiellement des hommes, sa démarche est plutôt considérée comme une obligation commerciale imposée par son mari au moyen de sa société Technicolor. Le producteur David O. Selznick se plaint à propos des interventions de Natalie Kalmus durant le tournage de Autant en emporte le vent en 1939. « J’ai beau marteler depuis trois ans que l’expert Technicolor n’est là que pour nous aider techniquement et non pour essayer de superviser les aspects créatifs de nos films, comme les décors, les costumes, et d’autres encore... Si nous ne devions pas utiliser toute la palette des couleurs, nous aurions mieux fait de tourner nos films en noir et blanc. » Le réalisateur Vincente Minnelli, évoquant en 1974 le tournage de Meet me in St. Louis (Le Chant du Missouri (1944), affirme que « mes compositions colorées sur le plateau ont été appréciées par tous les techniciens, mais aux yeux de Madame Kalmus, rien n’était valable. »

## Procédé Technicolor
Ce procédé utilise les seules pellicules disponibles à l’époque, le film en noir et blanc. Le principe du Technicolor est d’établir à la prise de vues simultanément trois négatifs noir et blanc, filtrés de telle façon qu’ils ne sélectionnent chacun qu’une seule couleur (rouge, vert, bleu). Le tirage en série des copies couleurs pour l'exploitation d'un film dans les salles de cinéma n’a pas recours au procédé optique classique utilisé en noir et blanc. Il utilise une technique qui est celle de l’impression en couleur en imprimerie. À partir des trois négatifs montés, il est tiré par procédé optique trois positifs dont l’émulsion photosensible est gonflée puis durcie. Ces positifs traités deviennent alors des matrices d’impression dont on enduit les reliefs avec des encres de couleur (une matrice pour le rouge, une autre pour le vert, une autre pour le bleu, auxquelles sera adjointe plus tard une matrice noir et blanc pour rendre plus expressifs les noirs profonds). Par contact, ces matrices déposent chacune leur sélection chromatique sur un support pelliculaire sans émulsion. La superposition des impressions reconstitue le spectre des couleurs.

## Filmographie partielle
- 1928 : Cleopatra
- 1937 : Une étoile est née
- 1938 : Robin des Bois
- 1939 : Autant en emporte le vent
- 1939 : Le Magicien d'Oz
- 1939 : Les Quatre Plumes blanches
- 1945 : César et Cléopâtre
- 1945 : Yolanda et le Voleur
- 1945 : Ziegfeld Follies
- 1946 : Jody et le Faon
- 1946 : Duel au soleil
- 1948 : La Corde
- 1948 : Le Pirate
- 1948 : Jeanne d'Arc
- 1949 : Samson et Dalila
- 1949 : La Charge héroïque
- 1951 : Quo vadis
- 1951 : L'Odyssée de l'African Queen